# Marceline Desbordes-Valmore
Pour les articles homonymes, voir Desbordes.
Marceline Desbordes-Valmore, née le 20 juin 1786 à Douai et morte le 23 juillet 1859 à Paris, est une poétesse française. Admirée par Balzac, Verlaine, Baudelaire, elle est considérée comme une pionnière du romantisme dans la poésie française.

## Biographie

### Enfance

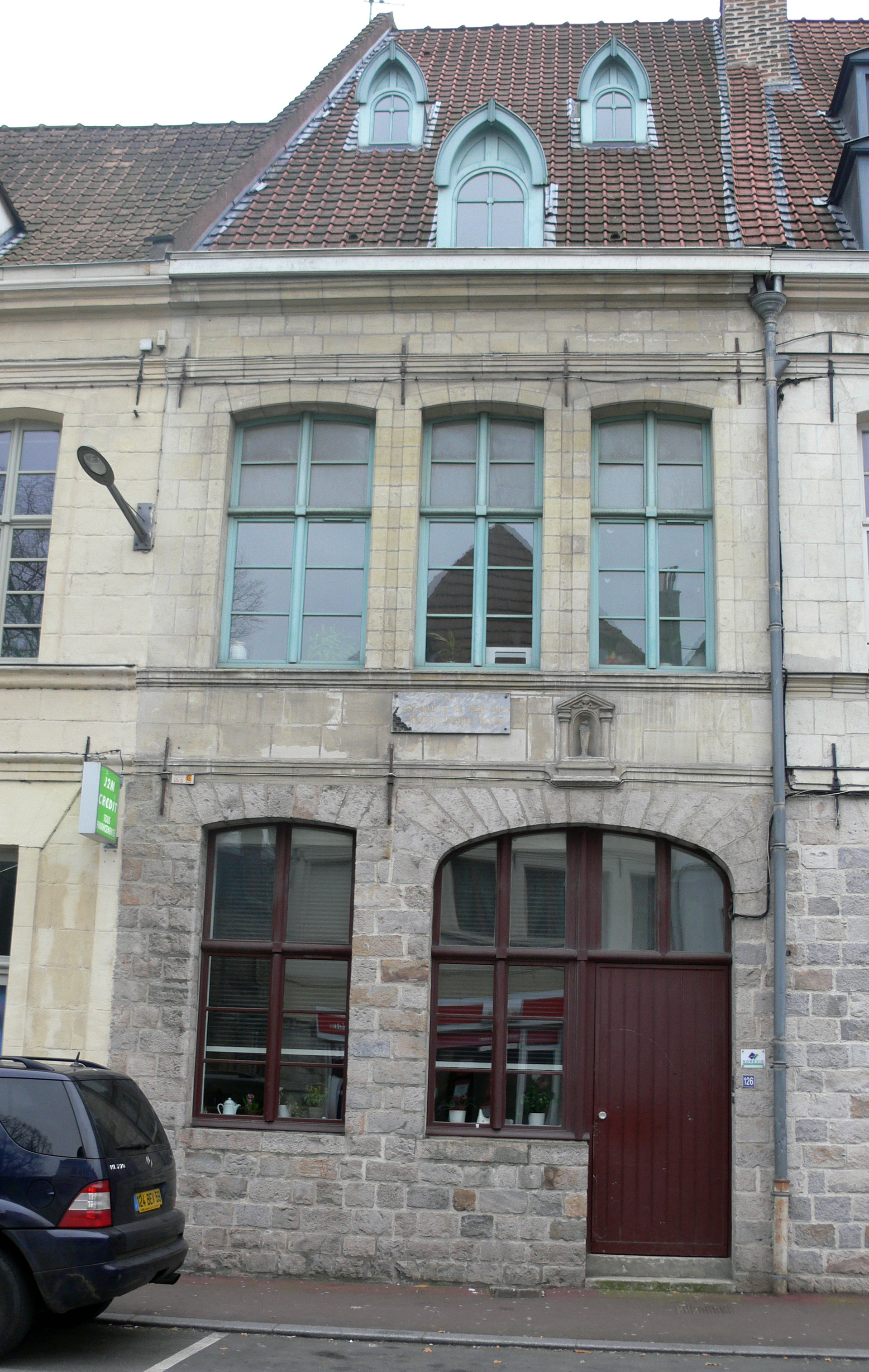
Maison natale de Marceline Desbordes-Valmore à Douai.

Marceline Desbordes est la fille de Catherine Lucas et de Félix Desbordes, un peintre en armoiries, devenu cabaretier à Douai, en France, après avoir été ruiné par la Révolution. Fin 1801, après un séjour à Rochefort et un autre à Bordeaux, la jeune fille de quinze ans et sa mère embarquent pour la Guadeloupe afin de chercher une aide financière chez un cousin aisé installé là-bas.
Le voyage entrepris, qui devait être un nouveau départ, devient un véritable calvaire : d'une part, la traversée en bateau, qui dure vingt-cinq jours, est plus longue que prévu et affaiblit les deux femmes ; d'autre part, une épidémie de fièvre jaune se déclare en Guadeloupe et emporte, en mai 1802, la mère de Marceline Desbordes ; enfin, des troubles politiques agitent l'île et la situation financière du cousin se révèle moins bonne qu'attendu : l'aide qu'il apporte est donc bien maigre. Marceline part rejoindre son père après le décès de sa mère.

### Carrière théâtrale
De retour en métropole près de son père à Douai, Marceline Desbordes devient comédienne dès l'âge de seize ans. Elle joue au théâtre à l'italienne de Douai, à Lille, à Rouen (grâce à sa rencontre avec le compositeur Grétry) et à Paris. Comédienne, chanteuse et cantatrice, elle se produit non seulement au théâtre de l'Odéon et à l'Opéra-Comique à Paris, mais aussi au théâtre de la Monnaie à Bruxelles, où elle incarne en 1815 Rosine dans Le Barbier de Séville de Beaumarchais.
Au cours de sa carrière théâtrale, elle joue souvent des rôles d'ingénue. Elle crée plusieurs pièces de Pigault-Lebrun, rencontre Talma, qu'elle admire, Marie Dorval et surtout Mademoiselle Mars, qui sera son amie jusqu'à la fin de ses jours.

### Poétesse

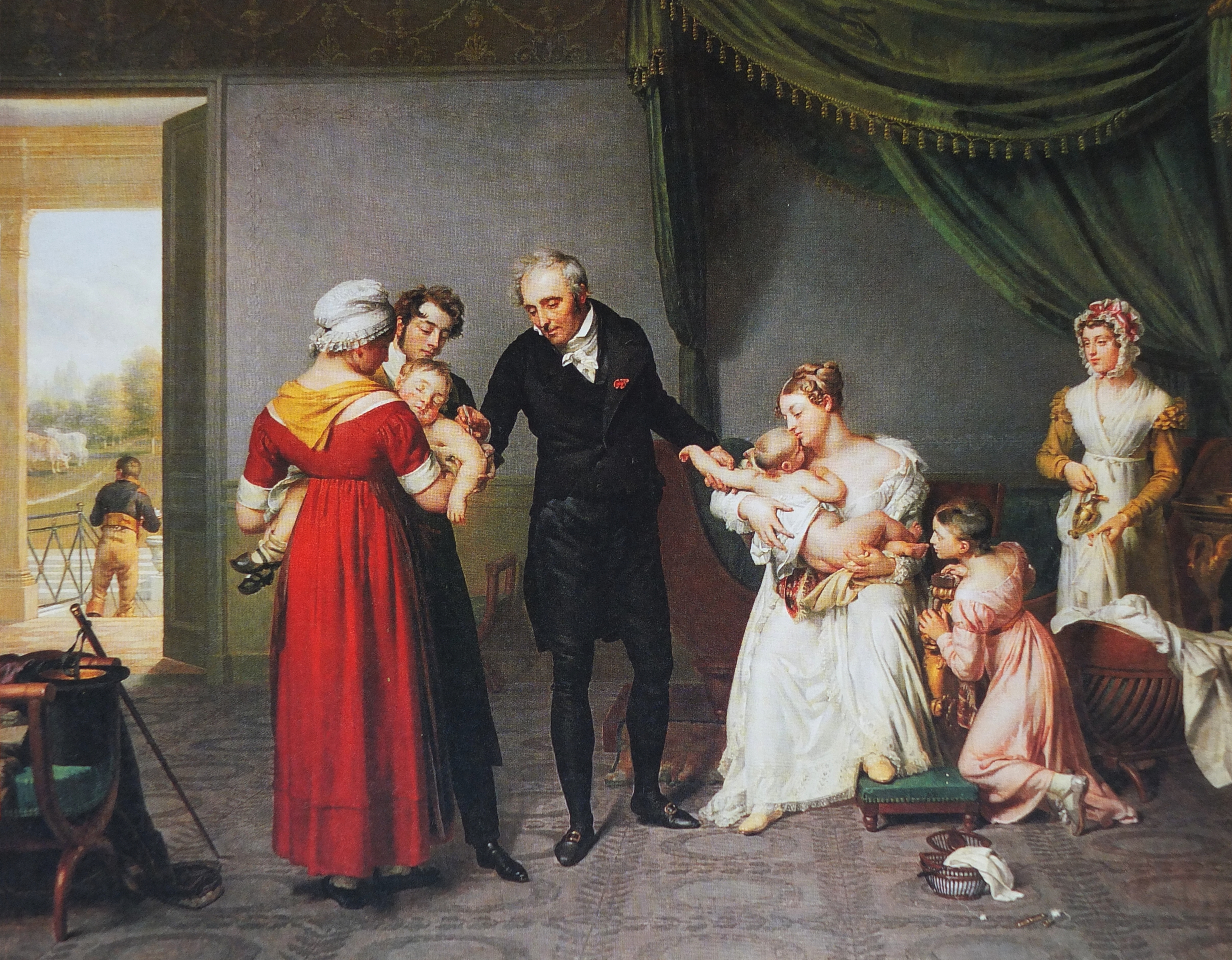
Le docteur Jean-Louis Alibert prélève le sérum du bébé d'une domestique pour vacciner l'enfant de Mme Desbordes-Valmore, assise. Huile sur toile de Constant Joseph Desbordes, oncle de cette dernière, 1822.

Entre 1808 et 1812, Desbordes arrête temporairement le théâtre, durant sa liaison avec Eugène Debonne, issu d'une famille de la bonne société rouennaise. Un fils, Marie-Eugène, naît de leur liaison. Mais la famille Debonne refusant une union avec une ancienne comédienne, Marceline Desbordes quitte définitivement son amant et reprend le chemin du théâtre, à l'Odéon puis à la Monnaie à Bruxelles. C'est là, en 1816, que s'éteint le petit Marie-Eugène, avant même ses six ans.
En 1817, Marceline Desbordes se marie avec un acteur, Prosper Lanchantin, dit Valmore, rencontré alors qu'elle jouait à Bruxelles. Elle aura quatre enfants de lui : Junie (née en 1818) meurt en bas âge ; Hippolyte (1820-1892), qui sera le seul à survivre à sa mère ; Hyacinthe (1821-1853), dite Ondine, compose des poèmes et des contes avant de mourir à l'âge de trente et un ans (elle était vraisemblablement la fille de l'amant de Marceline Debordes-Valmore, Henri de Latouche, dont le souvenir passionné hantera toute son œuvre) ; Inès (1825-1846), qui meurt à l'âge de vingt et un ans.

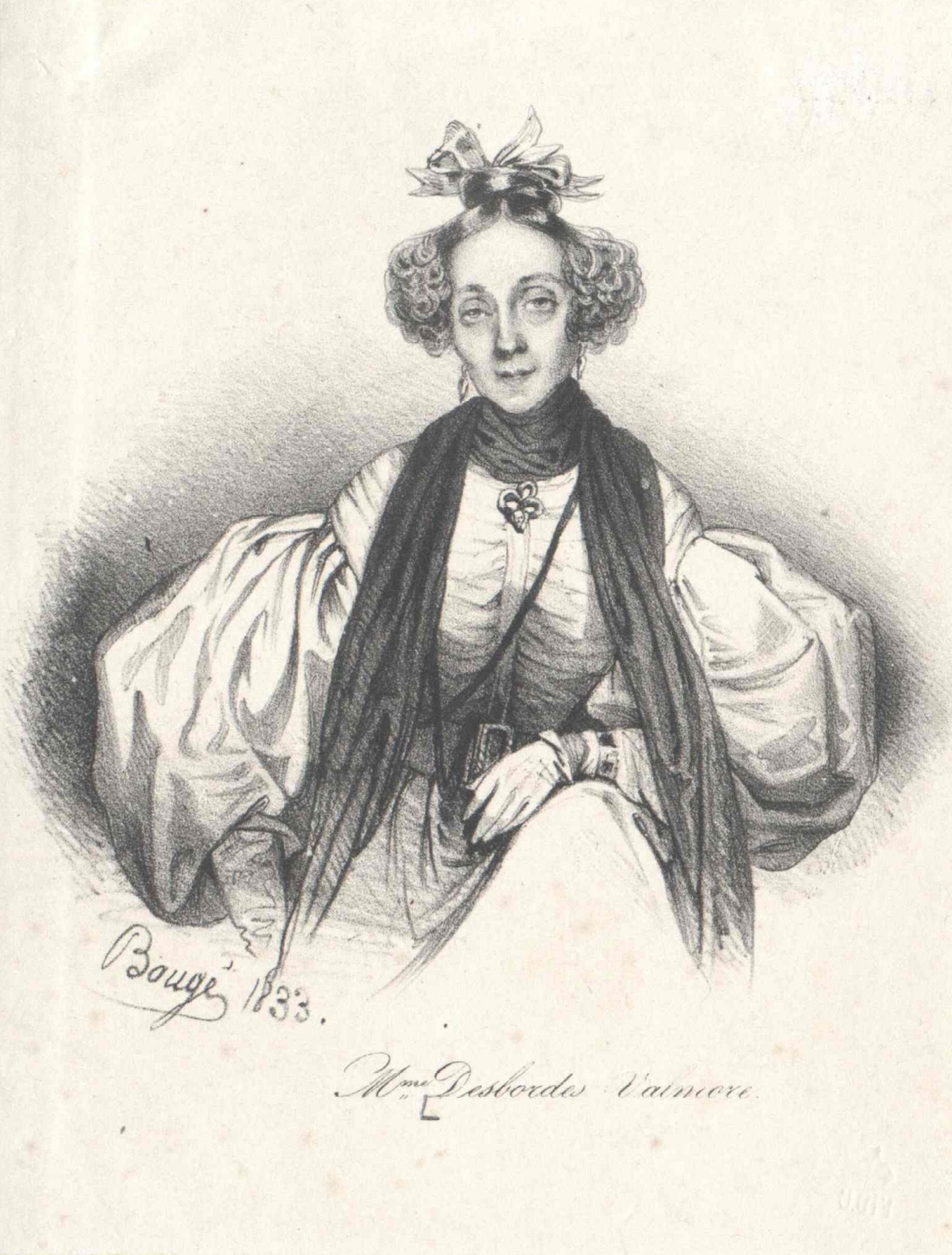
Marceline Desbordes-Valmore en 1833. Lithographie de Baugé.

En 1819, Marceline Desbordes-Valmore publie à 1100 exemplaires son premier recueil de poèmes, Élégies et Romances, qui attire l'attention et lui ouvre les pages de différents journaux, comme le Journal des dames et des modes, L'Observateur des modes et La Muse française. En 1820 paraissent les Poésies de Mme Desbordes-Valmore.
Le couple s'installe ensuite à Lyon. Marceline Desbordes-Valmore continue à voir Henri de Latouche et entretient avec lui une relation épistolaire soutenue.
Après 1823, Marceline Desbordes-Valmore quitte définitivement le théâtre pour se consacrer à l'écriture. Ses ouvrages les plus importants sont les Élégies et poésies nouvelles (1824), les Pleurs (1833), Pauvres fleurs (1839) et Bouquets et Prières (1843). Ses œuvres, dont le lyrisme et la hardiesse de versification sont remarqués, lui valent une pension royale sous Louis-Philippe Ier et plusieurs distinctions académiques. Elle écrit aussi des nouvelles et compose des Contes pour enfants, en prose et en vers. En 1833, elle publie un roman autobiographique, L’Atelier d'un peintre, dans lequel elle met en évidence la difficulté pour une femme d'être pleinement reconnue comme artiste.
Louise Crombach lui présentera Marie Pape-Carpantier. Desbordes-Valmore intervient dans le procès le 30 mai 1845 de Crombach accusée d'avoir laissé échapper une captive. Elle s'exclame,:

« J'ai vu une fois de près un tribunal d'hommes. Ce n'est pas ainsi que je comprends la lumière et la justice. »

— Cité par Francis Ambrière (83)Le grief des femmes II, p119

### Mort et hommages
Marceline Desbordes-Valmore meurt à Paris, le 23 juillet 1859, dans sa dernière demeure du 59, rue de Rivoli. Elle fut surnommée « Notre-Dame-des-Pleurs » en référence aux nombreux drames qui jalonnèrent sa vie. Elle est inhumée à Paris dans la 26e division du cimetière de Montmartre.
À la séance du 25 août 1859, l’Académie française lui décerne le prix Lambert à titre posthume.

## Critiques de ses contemporains et portée
L'instruction limitée de Marceline Desbordes-Valmore est compensée par son grand travail d'autodidacte. Honoré de Balzac admirait son talent et la spontanéité de ses vers, qu'il associait à des « assemblages délicats de sonorités douces et harmonieuses et qui évoquent la vie des gens simples ». En avril 1834, parlant d'elle, il écrivait : « [...] Elle a donc conservé le souvenir d'un cœur dans lequel elle a pleinement retenti, elle et ses paroles, elle et ses poésies de tout genre, car nous sommes du même pays, Madame, du pays des larmes et de la misère. Nous sommes aussi voisins que peuvent l'être, en France, la prose et la poésie, mais je me rapproche de vous par le sentiment avec lequel je vous admire. », »

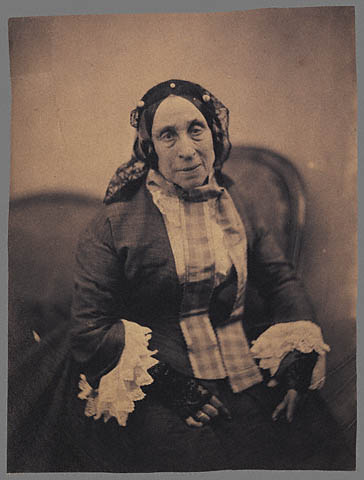
Marceline Desbordes-Valmore photographiée par Nadar en 1854.

Paul Verlaine considère, à son tour, Marceline Desbordes-Valmore comme une poète qui a joué un rôle majeur dans l'évolution de l'écriture. Le poète maudit déclare à son sujet : « Nous proclamons à haute et intelligible voix que Marceline Desbordes-Valmore est tout bonnement [...] la seule femme de génie et de talent de ce siècle et de tous les siècles [...] ». Verlaine lui sait gré d'avoir introduit des formes nouvelles : « Marceline Desbordes-Valmore a, le premier d’entre les poètes de ce temps, employé avec le plus grand bonheur des rythmes inusités, celui de onze pieds entre autres ».
Son personnage romantique d'autodidacte, dont la vie malheureuse aurait nourri une sensibilité singulière, n'est pas non plus étranger à ce succès. Dans un article de 1861, Baudelaire présente Desbordes-Valmore comme  « une âme d’élite […] qui est et sera toujours un grand poète ». Certes, on pourra déceler dans son œuvre de la « négligence », un « parti pris de paresse » mais également « une beauté soudaine, inattendue, non égalable […] et vous voilà enlevé irrésistiblement au fond du ciel poétique. » Toutefois, peut-être s’intéresse-t-il plus à la personne qu'aux vers, quand il affirme : « Mme Desbordes-Valmore fut femme, fut toujours femme et ne fut absolument que femme ; mais elle fut à un degré extraordinaire l’expression poétique de toutes les beautés naturelles de la femme », suivi en cela par toute une tradition au XXe siècle. Sainte Beuve dit à son propos : « Elle a chanté comme l'oiseau chante ». Il définit sa poésie comme « si passionnée, si tendre, et véritablement unique en notre temps ».

## Une poésie d'avant-garde
Pionnière du romantisme, une des plus grandes poètes depuis Louise Labé, Marceline Desbordes-Valmore, en dépit d'une prolixité intermittente, est un précurseur inattendu des maîtres de la poésie française moderne : Rimbaud et surtout Verlaine. On lui doit l'invention de plus d'un rythme : celui des onze syllabes et la genèse de Romances sans paroles. Cette femme prétendument ignorante était une savante méconnue. Au surplus, elle fut la marraine indiscutable de « muses » de la fin du siècle : Anna de Noailles, Gérard d'Houville, Renée Vivien, Cécile Sauvage, Marie Noël. Louis Aragon, qui l'admirait, a fait référence à elle à plusieurs reprises, ainsi dans son recueil Elsa (« Valmore qui pleure à minuit », dans « Je suis venu vers toi comme va le fleuve à la mer ») ou dans Les Poètes (« Le Voyage d'Italie »).
La poésie de Desbordes-Valmore est une poésie du dialogue, au sein d'une communauté. Dans ce dialogue l'écoute vient en premier. Cette communauté est la plupart du temps celle de l'enfance, fût-elle imaginaire, mais certains événements d'ordre social ou politique, vécus au cours de sa vie, comme la Révolte des canuts, la posent en actrice du monde. La présence de l'auteure vient dans le jeu des voix, dans la fidélité à l'enfance, particulièrement dans une relation mère-enfant, fondatrice de toute relation humaine, mais où quelque chose rappelle toujours la communauté élargie. Par exemple, dans le poème La Maison de ma mère, le puits, le pauvre, la laveuse.
Ce puits large et dormeur au cristal enfermé,

Où ma mère baignait son enfant bien-aimé :

Lorsqu’elle berçait l’air avec sa voix rêveuse

Qu’elle était calme et blanche et paisible le soir,

Désaltérant le pauvre assis, comme on croit voir

Aux ruisseaux de la bible une fraîche laveuse…
Mais un retour à l'enfance est impossible, et il faut élaborer, au cours d'une sorte de démarche initiatique, l'expérience de la liberté. Ainsi dans le poème La Vallée de la Scarpe. Contemporaine de la Révolution française, Marceline Desbordes-Valmore embrasse la liberté dans une multitude de voix, dans une multitude de « je », dans l'affirmation de son identité de femme et des femmes, dans le dialogue avec les siens. Elle se distingue par là des conceptions de Victor Hugo, également son contemporain, qui défend dans ses poésies l'apparition de la personne pleine et entière lorsqu'elle se sépare de son environnement pour devenir elle-même.
Elle a par ailleurs écrit en picard. En 1896, un imprimeur de Douai rassemble cette œuvre dans un volume appelé Poésies en patois.

## Œuvres
- Élégies, Marie et romances, Paris, François Louis, 1819    (Wikisource)
- Poésies, Paris, François Louis, 1820    (Wikisource)
- Les Veillées des Antilles, Paris, François Louis, 1821    (Wikisource), 2 tomes illustrés par Dupréel
- Poésies sur Google Livres, Paris, Théophile Grandin, 1822
- Élégies et Poésies nouvelles sur Google Livres, Paris, Ladvocat, 1825
- À mes jeunes amis. Album du jeune âge sur Gallica, Boulland, 1830
- Poésies, Paris, Boulland, 1830 : édition in-12 en trois volumes sur Gallica et édition in-8 en deux volumes sur Gallica
- Les Pleurs sur Gallica, Paris, Charpentier, 1833 ; deuxième édition, Paris, Madame Goullet, 1834    (Wikisource)
- Une raillerie de l’amour, Paris, Charpentier, 1833    (Wikisource)
- Le Nain de Beauvoisine (inclus dans le recueil Le Conteur, recueil de contes et nouvelles), Paris, Dumont, 1833    (Wikisource)
- L'Atelier d'un peintre. Scènes de la vie privée sur Gallica, Paris, Charpentier et Dumont, 1833
- Pauvres fleurs, Paris, Dumont, 1839    (Wikisource)
- Violette sur Gallica, Paris, Dumont, 1839
- Bouquets et prières, Paris, Dumont, 1843    (Wikisource)
- Domenica (roman), en feuilleton dans la revue Démocratie pacifique du 6 au 17 novembre 1843[25] ; dans le recueil Scènes intimes[26] en 1855 ; avec présentation de Marc Bertrand, Librairie Droz, collection « Textes littéraires français », 1992
- Huit femmes, Paris, Chlendowski, 1845    (Wikisource)
- Les Anges de la famille sur Gallica, Paris, Alph. Desesserts, 1849
- Jeunes têtes et jeunes cœurs. Contes pour les enfants sur Gallica, Paris, L. Bonneville, 1855
- Poésies inédites, Genève, Jules Fick, 1860    (Wikisource)[27] ; deuxième édition (Poésies de Mme Desbordes-Valmore publiées par Gustave Revilliod) sur Gallica, Genève, Jules Fick, 1873
- Œuvres poétiques de Marceline Desbordes-Valmore (édition complète établie et commentée par M. Bertrand), Presses Universitaires de Grenoble, 2 vol., 1973
- Vingt-deux lettres (correspondance), préface de Jean Le Mauve, L'Arbre, 1986
- Les Petits Flamands (roman), présentation de Marc Bertrand, Librairie Droz, collection « Textes littéraires français », 1991
- L'Atelier d'un peintre (roman, texte établi par Georges Dottin, postface de Marc Bertrand), Miroirs Éditions, 1992
- Contes (présentation de Marc Bertrand), Presses Universitaires de Lyon, 1996
- Poésies, préface d'Yves Bonnefoy ; Poésie/Gallimard, 1996
- Huit femmes (nouvelles, présentation de Marc Bertrand), Librairie Droz, collection « Textes littéraires français », 1999
- Les Veillées des Antilles (roman, présentation d'Aimée Boutin), L'Harmattan, collection « Autrement mêmes », 2006
- Œuvre poétique intégrale de Marceline Desbordes-Valmore (réédition révisée et complétée avec des inédits, avant-propos de Marc Bertrand), Jacques André Éditeur/CEI, 1 vol., 2007
- Les Yeux pleins d'églises (avant-propos de Jean Ristat, préface de Claude Schopp), éditions La Bibliothèque, 2010

## Poèmes mis en musique
Marceline Desbordes-Valmore a mis en musique elle-même son poème L'Alouette (Wikisource), publié en 1821 dans la nouvelle « Lucette » du recueil Les Veillées des Antilles et avec sa partition dans Le Souvenir des ménestrels en 1821, sous le titre « À l'alouette ».
La musicalité de ses vers a attiré plus de 130 compositeurs et compositrices :
- la première publication connue d'un poème de Marceline Desbordes-Valmore[30] est « Le Billet », avec une partition composée par Joseph-Henri Mees publiée en 1807[31] ;
- en 1819, un album de romances parait chez Lélu et François Louis, avec des partitions de Carulli, Lambert, Lélu et Quinebaux[32] ;
- la poète écrit Le Saule (Wikisource), publié sous le titre « Le Saule pleureur » en 1840 pour la translation des cendres de Napoléon aux Invalides[33], puis en 1843 dans le recueil Bouquets et prières, sur un air de Desdemone dans l'opéra Otello de Gioacchino Rossini ;
- de son vivant, Pauline Duchambge met en musique plusieurs de ses poèmes : « La Jalousie », « S'il avait su... ! », « Le Rêve du mousse », « Adieu tout », « La Walse », « Attends-moi longtemps » ;
- on doit à Adolphe Adam la partition de « Restez enfants », dont le poème est tiré de la nouvelle « Sarah » des Veillées des Antilles ;
- en mai 1841, alors qu'il n'a que cinq ans, Camille Saint-Saëns écrit sa première composition sur le poème « Le Soir », qu'il offre à son professeur Palmyre Granger[34],[35] ;
- César Franck fait de même pour « Les Cloches du soir », Éric Tanguy pour « Souvenir » ;
- parmi les dix romances composées par Louise de Caumont Dadde on trouve cinq mises en musique de poèmes de Marceline Desbordes-Valmore[36] : « S’il avait su », « Malheur à moi », « L’adieu tout bas », « Dors-tu » et « Un moment » ;
- Henri Woollett compose la suite : Marceline ou la Vie d'une femme, où il met en musique « L'Absence », « Ton Nom », « Les Roses », « Prière », « N'écris pas », « Le Présage », « Le Don des larmes », « Le Refuge » ;
- Georges Bizet compose en 1868 , Berceuse sur un vieil air, mélodie sur une poésie de Marceline Desbordes-Valmore ;
- Louis Beydts est l'auteur des musiques de La Guirlande de Marceline qui réunit les poèmes « Un billet de femme », « C'est moi », « Pour le petit enfant », « La Sincère », « Amour partout », « Ne parle pas », « Un cri » ;
- Marie-Charlotte Baudry, pianiste et compositrice nantaise, compose une mélodie sur Les Roses, publiée en 1910 à Paris par J. Rowies, éditeur.
- G. de Chamberet[37], en 1920, compose une mélodie sur Les roses de Saâdi[38] ;
- le compositeur canadien Auguste Descarries a mis en musique trois œuvres qu'il a réunies dans un cycle intitulé Trois poèmes de Marceline Desbordes-Valmore : « Où vas-tu », « L'image dans l'eau », « Crois-moi ». Les Éditions du Nouveau Théâtre Musical – NTM 1960 (2010) ;
- l'artiste belge Julos Beaucarne a mis en musique le poème « Qu’en avez-vous fait ? » dans son album Mon terroir c'est les galaxies, sorti en 1978 ;
- le compositeur belge Octave Micha[39] a mis en musique le poème "Les Cloches du Soir" (1907).

Cet intérêt des musiciens pour l'œuvre de Marceline Desbordes-Valmore se manifeste également dans la chanson populaire contemporaine :
- Julien Clerc a ainsi mis en musique le poème « Les séparés », qui avait déjà été mis en musique par Henri Woollett, chanson intitulée Les Séparés dans l'album Julien, 1997 ;
- Benjamin Biolay a également repris cette chanson de Julien Clerc dans son album Trash Yéyé, 2007 ;
- Karin Clercq, dans son album Après l'amour, a chanté « La Sincère », qui avait déjà été mis en musique par Louis Beydts et dont la musique est signée, cette fois, par Guillaume Jouan ;
- Françoise Masset (soprano) et Nicolas Stavy (piano), Les compositeurs de Marceline Desbordes-Valmore, 2009 ;
- le chanteur français Pascal Obispo, en février 2016, sort un album baptisé Billet de femme, dont les textes sont des poèmes de Marceline Desbordes-Valmore ;
- l'auteure, compositrice, interprète française Véronique Pestel a mis en musique le poème Aux trois aimés sous le titre Grondez à votre tour dans son album Intérieur avec vue paru en 2019 ;
- le chanteur Ezéchiel Pailhès, dans son album Oh ! sorti en mai 2020, a mis en musique la poésie de Marceline Desbordes-Valmore dans trois chansons, dont « La Sincère » et « Sans l'oublier ».

## Hommages
- Une rue du 16e arrondissement de Paris porte son nom : la rue Marceline-Desbordes-Valmore.
- Une rue de Neuilly-sur-Marne porte son nom : rue Marceline Desbordes-Valmore.
- Un timbre-poste de 30 F, dessiné et gravé en taille-douce par Pierre Gandon, a été émis pour le centenaire de sa mort en 1959.
- « École Marceline Desbordes-Valmore », à Faumont (Nord), Lille (Nord), Loos (Nord), Ronchin (Nord) et  Saint-André-lez-Lille (Nord).
- « Rue Marceline », « Quai Desbordes » et « Bibliothèque Marceline Desbordes-Valmore » à Douai (Nord).
- « Médiathèque Marceline Desbordes-Valmore » à Lyon (Rhône), 9e arrondissement, quartier de Vaise.
- « EHPAD Résidence Marceline Desbordes-Valmore » à Douai.
- La chanteuse Juliette la cite dans sa chanson Rimes féminines.
- Elle a donné son nom à plusieurs prix, en particulier un des grands prix de poésie attribués annuellement par la Société des poètes français, le prix Desbordes-Valmore.
- Les héros de Moon Knight, Steven et Layla, déclarent qu'elle est leur poétesse préférée, et récitent quelques strophes des Séparés dans l'épisode 2 de la série[40].
- La promotion 2014-1015 du Master Expo Muséographie de l'Université d'Artois à Arras porte son nom[41].

### Bibliographie

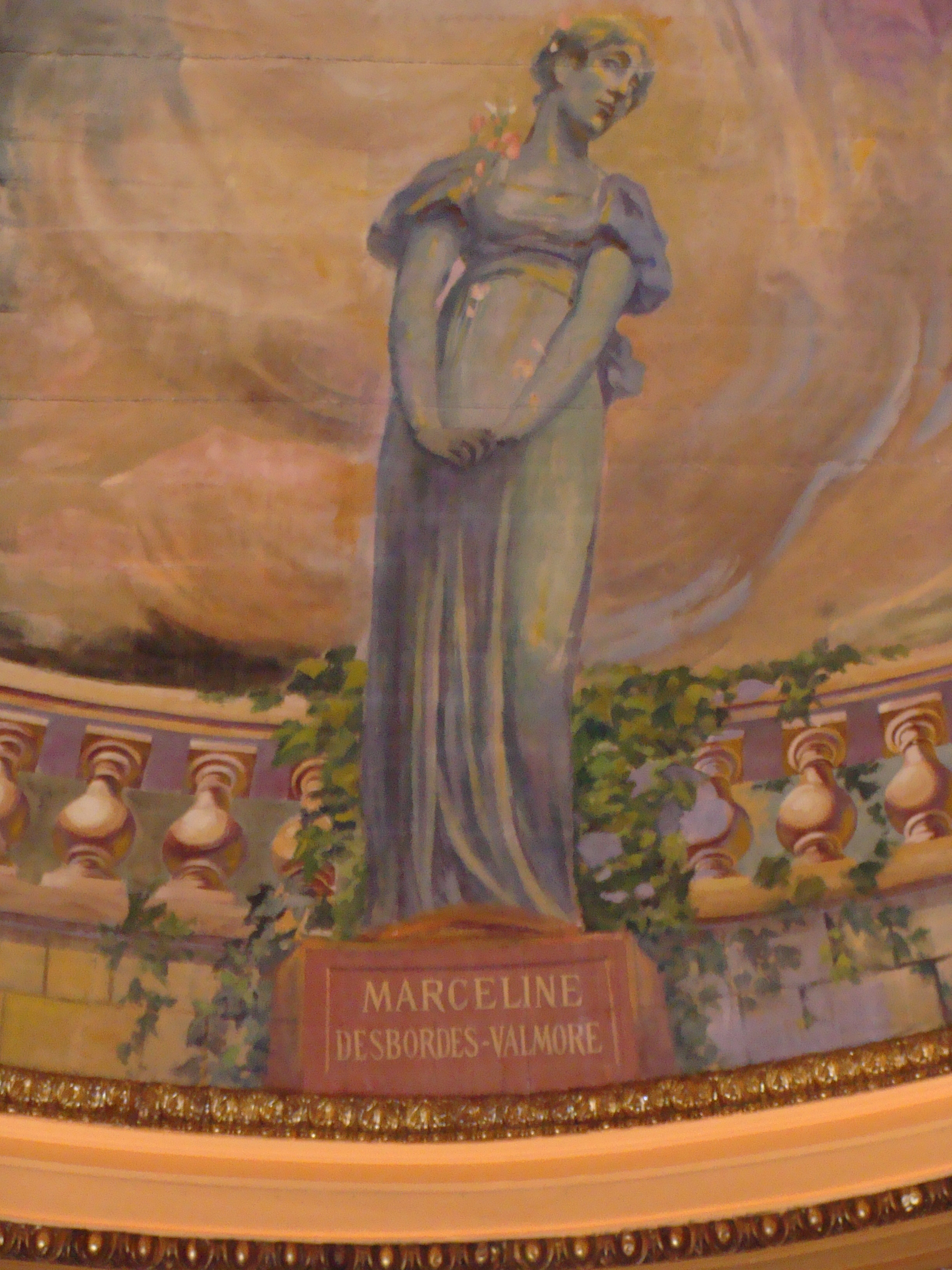
Détail du plafond du théâtre à l'italienne de Douai peint par Charles-Alexandre-Joseph Caullet, figurant le Monument à Marceline Desbordes-Valmore d'Édouard Houssin.

### Iconographie
- David d'Angers, Marceline Desbordes-Valmore, médaillon en plâtre, Paris, musée de la vie romantique. Un exemplaire en bronze orne son tombeau à Paris au cimetière de Montmartre.
- Albert Bouquillon, Monument à Marceline Desbordes-Valmore, 1957, statue en pierre, Douai, square Jemappes (cf. « Monument à Marceline Desbordes-Valmore (fondu) – Douai », notice sur e-monumen.net.).
- Édouard Houssin, Monument à Marceline Desbordes-Valmore, 1896, statue en bronze, Douai. Envoyé à la fonte sous le régime de Vichy.
- Charles-Alexandre-Joseph Caullet, plafond du théâtre à l'italienne de Douai représentant le Monument à Marceline Desbordes-Valmore d'Édouard Houssin au-dessus du front de scène, huile sur toile marouflée.